# Revillagigedo Channel
Het Revillagigedo Channel is een natuurlijk kanaal in de Alexanderarchipel in de Alaska Panhandle in het zuidoosten van Alaska in de Verenigde Staten. De zeestraat is onderdeel van de Inside Passage.

## Geografie
Het waterlichaam heeft een lengte van 56 kilometer en verbindt de Tongass Narrows in het noordwesten en het Behm Canal met de Dixon Entrance in het zuiden. Het ligt tussen het vasteland van Alaska (onder andere de Peninsula Ridge) in het oosten, Revillagigedo Island in het noorden en de eilanden van de Gravina Islands (Annette Island, Mary Island en Duke Island) in het westen. Vanuit het westen komt de Felice Strait op de zeestraat uit, vanuit het oosten de baai Boca de Quadra. In het zuidoosten mondt ten zuidoosten van Peninsula Ridge de Nakat Bay op het kanaal uit. Bij de Nakat Bay komt ook de Dundas Passage op de Dixon Entrance uit.
Het Tree Point Light is een belangrijk hulpmiddel bij het navigeren in het Revillagigedo Channel.
Het waterlichaam ligt in de mariene ecoregio Noord-Amerikaans Pacifisch Fjordland.

## Geschiedenis
Het kanaal werd in 1793 vernoemd naar Juan Vicente de Güemes Pacheco y Padilla, graaf van Revilla Gigedo, onderkoning van Nieuw-Spanje.